# Iris griffithii
Iris griffithii är en irisväxtart som beskrevs av John Gilbert Baker. Iris griffithii ingår i släktet irisar, och familjen irisväxter. Inga underarter finns listade i Catalogue of Life.